# 曼泰拉萨尔国家森林
曼泰拉萨尔国家森林（英語：Manti-La Sal National Forest）是一座超过1.2 × 106英畝（4,900平方）的美国国家森林，位于犹他州中部、东南部，科羅拉多州西部。森林的行政中心位于普赖斯，此外还有数所巡逻站，分别设立在普赖斯、费龙、以法莲、摩押、蒙蒂塞洛这五个地方。拉萨尔山脉的皮尔山是森林的最高点，海拔12,721英尺（3,877）。